# Évellys
Évellys – gmina we Francji, w regionie Bretania, w departamencie Morbihan. W 2013 roku liczba ludności wynosiła 3359 mieszkańców.
Gmina została utworzona 1 stycznia 2016 roku z połączenia trzech ówczesnych gmin: Moustoir-Remungol, Naizin oraz Remungol. Siedzibą gminy została miejscowość Naizin.